# Gregor Dall
Gregor Dall (* 19. August 1902 in Laxten; † 5. April 1966 ebenda) war ein deutscher Landwirt und Politiker (Zentrum, CDU).

## Leben und Beruf
Dall besuchte die Handelsschule und absolvierte anschließend eine praktische Ausbildung in der Landwirtschaft auf Gütern in Hannover und Westfalen. Später war er als Landwirt in Laxten tätig und übernahm den elterlichen Hof nach dem Tod seines Vaters im Jahr 1935.

## Politik
Dall trat in die Zentrumspartei ein. Als Ortsbauernführer vertrat er den Reichsnährstand. Er wurde im Jahr 1942 Bürgermeister der Gemeinde Laxten und zog nach dem Ende des Zweiten Weltkrieges im Jahr 1946 in den Kreistag in Lingen (Ems) ein. Er zog ferner in den Niedersächsischen Landtag der ersten und zweiten Wahlperiode vom 20. April 1947 bis zum 5. Mai 1955 ein. Mit 44,4 Prozent der Stimmen holte er das Direktmandat im Wahlkreis Lingen. Dort war er von 20. April 1947 bis 25. Oktober 1950 zunächst stellvertretender Vorsitzender und vom 26. Oktober 1950 bis zum 30. April 1951 dann Vorsitzender der Zentrumsfraktion. Zwischen dem 7. November 1947 bis zum 10. Februar 1949 war er Vorsitzender des Ausschusses für das Gesundheitswesen. 1949 kandidierte er als Spitzenkandidat des Zentrums im Wahlkreis Lingen-Bersenbrück für den Deutschen Bundestag, gewann diesen aber nicht.
Am 8. Dezember 1954 wechselte er zur CDU über, nachdem er seit dem 8. Oktober 1953 der Fraktion Mitte angehört hatte.
Vom 6. November 1957, als er für den ausgeschiedenen Abgeordneten Karl Hackethal nachrückte, bis 1963 war er erneut Landtagsabgeordneter in Niedersachsen in der 3. bis 4. Wahlperiode bis zum 5. Mai 1963.

## Ehrungen
- Gregor-Dall-Straße in Lingen